# 윌리엄슨 대 리 광학 사건
윌리엄슨 대 리 광학 사건(Williamson v. Lee Optical Co.)은 미국 연방대법원의 유명 판례이다. 오클라호마주는 면허없는 안과의가 렌즈를 다루는 것을 금지하는 법을 제정하자, 이것이 적법절차와 평등보호조항을 위반한 것인지 문제되었다.